# Placa filipina

La "placa filipina" se ilustra, en este mapa de las placas tectónicas, al lado izquierdo con un color rojo.

La placa filipina es una placa tectónica oceánica debajo del océano Pacífico al este de las islas filipinas.
El lado este es un límite convergente con la placa Pacífica de subducción en la fosa de las Marianas. La placa filipina es limitada en el oeste por la placa euroasiática, en el sur en parte por la placa indoaustraliana, en el norte por la placa norteamericana y posiblemente por la placa Amuria, y en el noreste por la placa de Ojotsk.
La península de Izu es la extremidad situada más al norte de la placa filipina. La placa filipina, la placa Euroasiática (o la placa de Amuria), y la unión de la placa de Ojotsk en el monte Fuji en Japón. 
- Datos: Q339748
- Multimedia: Philippine tectonic plate / Q339748